# أوزجان دينيز
اوزجان دينيز (بالتركية: Özcan Deniz)‏‏ (مواليد 19 مايو 1972 في أنقرة) هو مغني وممثل وملحن تركي.

## حياته
ولد أوزجان كثاني طفل في العائلة حيث عاش مع عائلته في أنقرة حتى أصبح في الخامسة من عمره.
قضى اوزجان معظم طفولته في أيدن في منطقة بحر ايجه بعدما هاجرت عائلته إلى هناك عندما كان في الخامسة.

## الغناء
بدأ اوزجان دينيز في جني المال له ولعائلته كمغني في سن مبكرة جداً. حيث انشأ فرقته وهو في سن 14 عاماً فقط وأطلق عليها اسم Mavi Deniz، بلو سي، البحر الازرق. ثم انتقل إلى ألمانيا عام 1989.
أتت فرصته الكبيرة في الغناء حين اكتشف أحد المنتجين موهبته الغنائية حين كان يقوم بالغناء في ألمانيا.
وبعدها عاد إلى تركيا عام 1991 حيث أصبح من أهم المغنين الاتراك في التسعينات وأصدر العديد من الألبومات الغنائية وفاز بالعديد من الجوائز.

## التمثيل
حبه للسينما ورواية القصص جعل تركيزه يتحول إلى التمثيل حيث جسد العديد من الشخصيات التي لا تنسى في أهم المسلسلات والأفلام التركية.
كان بدايتها عام 2002 مع مسلسل قصر الحب، وعام 2004 قام بالتمثيل بمسلسل ليلة حزيران،
كما عمل في 10 أعمال، 4 منهم قام بكتابتها وإخراجها بنفسه، كما شارك في الإشراف العام على البقية، كما وكان قد قام بالتمثيل في 9 من هذه الأعمال، ومع خلفيته الموسيقية ترك بصمته أيضا في الموسيقى التصويرية في الأعمال التي كتبها.

## أفلامه
- 1994\Ona Sevdiğimi Söyle (ممثل)
- 2001\Kolay Para
- 2003\O Şimdi asker\(ممثل)
- 2004\Asmalı Konak-Hayat
- 2005\Neredesin firuze ?\(ممثل وكاتب القصة)
- 2006\Keloğlan Karaprens'e Karşı
- 2008\Mevlana Celaleddin-i Rumi: Aşkın Dansı
- 2011\Ya sonra\(ممثل ومؤلف وموسيقى وإخراج)
- 2012\عارف  [لغات أخرى]‏\(ممثل)
- 2012\Evim Sensin\(ممثل تأليف وإخراج وموسيقى)
- 2013\Su ve Ataş\(ممثل ومؤلف وإخراج وموسيقى)
- 2015\Sevimli Tehlikeli\(تأليف وإخراج)
- 2016 Ikinci Sans (ممثل وإخراج)

## مسلسلاته
- جواز السفر
- قصر الحب
- لعبة القدر
- ندى العمر
- الوردة السوداء
- عروس إسطنبول
- ليلة من حزيران
- القدر
- حرقة الحب
- انتظرتك كثيرًا
- البراعم الحمراء

## روابط خارجية
- أوزجان دينيز على موقع IMDb (الإنجليزية)
- أوزجان دينيز على موقع ألو سيني (الفرنسية)
- أوزجان دينيز على موقع ميوزك برينز (الإنجليزية)
- أوزجان دينيز على موقع أول موفي (الإنجليزية)
- أوزجان دينيز على موقع ديسكوغز (الإنجليزية)
- أوزجان دينيز على موقع قاعدة بيانات الفيلم (الإنجليزية)
- أوزجان دينيز على موقع كينوبويسك (الروسية)